# Team Delko
El Team Delko (código UCI: DKO) fue un equipo ciclista francés de categoría UCI ProTeam. Participó en las divisiones de ciclismo de ruta UCI ProSeries, y los Circuitos Continentales UCI, corriendo asimismo en aquellas carreras del circuito UCI WorldTour a las que era invitado.
Formó parte del club ciclista del mismo nombre con equipos en diferentes categorías inferiores y ciclismo de montaña.

## Historia

### Del equipo amateur al profesional
Creado en el 2000 como parte de la estructura ciclista del mismo nombre, creada esta en 1974, fue un equipo amateur hasta el 2010. Un año después quiso subir a la categoría Continental (última categoría del profesionalismo) pero trabas en su federación produjeron que se tuviese que registrar en Letonia, pese a ello los corredores franceses si tuvieron licencia individual de aquel país con la garantía de salarios y condiciones que ello produjo.
Hasta dicha fecha habían debutado como profesionales hasta 31 corredores que pasaron por el equipo amateur.

### 2011
Al tener licencia letona siete corredores fueron de aquel país (de los que solo Toms Skujiņš iba a correr con regularidad), por seis franceses, un argentino cedido por el Geox-TMC (Daniel Díaz), un español (Eduard Gonzalo) y un lituano (Evaldas Šiškevicius). Para un total de 16 corredores (el límite, en circunstancias normales, para equipos de su categoría), que posteriormente aumentaron en 2 más gracias a los corredores "a prueba" (stagiaires).
Durante esa primera temporada como profesionales consiguieron 5 victorias destacando Justin Jules con una etapa en el Tour de Hainan y Julien Antomarchi con una etapa en el Tour de Haut Var. El resto de victorias fueron para Evaldas Šiškevicius con dos etapas en la Vuelta al Alentejo y Benjamin Giraud con una etapa en el Circuito de las Ardenas. Jules, Antomarchi y Siskevicius fueron los más destacados del equipo ya que ellos tres sumaron 20 de los 26 puestos entre los tres primeros del equipo durante dicha temporada.

### 2012
Para el 2012 si obtuvieron licencia de su país con la consiguiente reducción de plantilla hasta los 10 corredores con ocho franceses, un letón (Toms Skujiņš) y un lituano (Evaldas Šiškevicius).

### 2013
Debido a los intereses comerciales de Bonitas y al interés de este equipo en buscar nuevos talentos por todo el mundo en principio se anunció una fusión con el equipo sudafricano del Team Bonitas. Sin embargo, realmente solo se incorporó del Team Bonitas a La Pomme Marseille Jason Bakke desapareciendo el resto de la estructura sudafricana. Por su parte el La Pomme Marseille aumentó su plantilla en 5 corredores aunque no subió de categoría (se mantuvo en la categoría Continental).

### 2016
En este año cambia de nombre como Delko Marseille Provence KTM y sube a la categoría Profesional Continental, la formación francesa también anunció la llegada de un nuevo patrocinador, Delko, empresa especializada en piezas de automóviles.

### 2020
En la temporada 2020 el equipo pasa a denominarse Nippo Delko One Provence tras la incorporación de la empresa constructora japonesa Nippo.

### 2021
Nuevamente en la temporada 2021 el equipo pasa a denominarse DELKO tras la pérdida de varios de sus patrocinadores. A raíz de ello, pasaron varios problemas económicos que llevaron al equipo a su desaparición al finalizar el año.

## Material ciclista
El equipo utilizó bicicletas KTM. Desde 2019, utilizan bicicletas de la marca Look.

## Sede
Durante su año de debut como profesional su sede estuvo en Riga.

## Clasificaciones UCI
A partir de 2005 la UCI instauró los Circuitos Continentales UCI, donde el equipo está desde que se creó en 2011, registrado dentro del UCI Europe Tour. Estando en las clasificaciones del UCI Europe Tour Ranking y UCI Asia Tour Ranking. Las clasificaciones del equipo y de su ciclista más destacado son las siguientes:
| Temporada               | Clasificación por equipos | Mejor corredor en la clasificación individual | Posición |
| 2010-2011 (Asia Tour)   | 59.º                      | Justin Jules                                  | 256.º    |
| 2010-2011 (Europe Tour) | 27.º                      | Julien Antomarchi                             | 51.º     |
| 2011-2012 (Asia Tour)   | 33.º                      | Benjamin Giraud                               | 52.º     |
| 2011-2012 (Europe Tour) | 30.º                      | Evaldas Šiškevicius                           | 63.º     |
| 2012-2013 (Africa Tour) | 10.º                      | Julien Antomarchi                             | 37.º     |
| 2012-2013 (Europe Tour) | 17.º                      | Yannick Martínez                              | 15.º     |
| 2012-2013 (Asia Tour)   | 6.º                       | Benjamin Giraud                               | 5.º      |
| 2013-2014 (Europe Tour) | 34.º                      | Rémy Di Gregorio                              | 61.º     |
| 2013-2014 (Asia Tour)   | 3.º                       | Julien Antomarchi                             | 9.º      |
| 2015 (Asia Tour)        | 18.º                      | Evaldas Šiškevicius                           | 33.º     |
| 2015 (Europe Tour)      | 17.º                      | Ignatas Konovalovas                           | 31.º     |
| 2016 (America Tour)     | 29.º                      | Daniel Díaz                                   | 115.º    |
| 2016 (Europe Tour)      | 94.º                      | Rémy Di Gregorio                              | 560.º    |
| 2016 (Europe Tour)      | 34.º                      | Delio Fernández                               | 224.º    |
| 2017 (Africa Tour)      | 18.º                      | Mikel Aristi                                  | 89.º     |
| 2017 (Asia Tour)        | 32.º                      | Rémy Di Gregorio                              | 80.º     |
| 2017 (Europe Tour)      | 12.º                      | Mauro Finetto                                 | 29.º     |
| 2017 (Oceanía Tour)     | 7.º                       | Benjamin Dyball                               | 9.º      |
| 2018 (Africa Tour)      | 2.º                       | Joseph Areruya                                | 1.º      |
| 2018 (Asia Tour)        | 16.º                      | Javi Moreno                                   | 47.º     |
| 2018 (Europe Tour)      | 17.º                      | Mauro Finetto                                 | 119.º    |
| 2019 (Europe Tour)      | 13.º                      | Julien El Fares                               | 130.º    |
| 2020 (Europe Tour)      | 4.º                       | Eduard-Michael Grosu                          | 117.º    |

## Palmarés
Para años anteriores, véase Palmarés del Team Delko

### Palmarés 2021

#### UCI WorldTour
| Fechas | Carreras | Ganador |

#### UCI ProSeries
| Fechas      | Carreras                      | Ganador                  |
| 15 de abril | 5.ª etapa del Tour de Turquía | José Manuel Díaz Gallego |
| 18 de abril | Tour de Turquía               | José Manuel Díaz Gallego |

#### Circuitos Continentales UCI
| Fechas       | Circuito             | Carreras                                               | Ganador         |
| 27 de agosto | UCI Europe Tour 2021 | 4.ª etapa del Tour Poitou-Charentes en Nueva Aquitania | Clément Carisey |

#### Campeonatos nacionales
| Fechas      | Carreras                                  | Ganador             |
| 17 de junio | Campeonato de Lituania Contrarreloj (CRI) | Evaldas Šiškevicius |
| 20 de junio | Campeonato de Serbia en Ruta              | Dušan Rajović       |

## Plantilla
Para años anteriores, véase Plantillas del Team Delko

### Plantilla 2021
| Nombre                   | Nacimiento | Nacionalidad | Equipo 2020                      |
| Pierre Barbier           | 25/09/1997 | Francia      | NIPPO DELKO One Provence         |
| Clément Berthet          | 02/08/1997 | Francia      | Neoprofesional                   |
| Clément Carisey          | 23/03/1992 | Francia      | Team Pro Immo Nicolas Roux       |
| Lucas de Rossi           | 16/08/1995 | Francia      | NIPPO DELKO One Provence         |
| Yakob Debesay            | 28/06/1999 | Eritrea      | Groupama-FDJ Continental         |
| Alexandre Delettre       | 25/10/1997 | Francia      | Neo (VC Villefranche Beaujolais) |
| José Manuel Díaz Gallego | 18/01/1995 | España       | NIPPO DELKO One Provence         |
| Alessandro Fedeli        | 02/03/1996 | Italia       | NIPPO DELKO One Provence         |
| Delio Fernández          | 17/02/1986 | España       | NIPPO DELKO One Provence         |
| Mauro Finetto            | 10/05/1985 | Italia       | NIPPO DELKO One Provence         |
| Biniam Girmay            | 02/04/2000 | Eritrea      | NIPPO DELKO One Provence         |
| José Gonçalves           | 13/02/1989 | Portugal     | NIPPO DELKO One Provence         |
| Eduard-Michael Grosu     | 04/09/1992 | Rumania      | NIPPO DELKO One Provence         |
| Mulu Hailemichael        | 12/01/1999 | Etiopía      | NIPPO DELKO One Provence         |
| August Jensen            | 29/08/1991 | Noruega      | Riwal Securitas Cycling Team     |
| Justin Jules             | 20/09/1986 | Francia      | NIPPO DELKO One Provence         |
| Mathias Le Turnier       | 14/03/1995 | Francia      | Cofidis, Solutions Crédits       |
| Atsushi Oka              | 03/09/1995 | Japón        | NIPPO DELKO One Provence         |
| Eduard Prades            | 09/08/1987 | España       | Movistar Team                    |
| Dušan Rajović            | 19/11/1997 | Serbia       | NIPPO DELKO One Provence         |
| Evaldas Šiškevicius      | 30/12/1988 | Lituania     | NIPPO DELKO One Provence         |
| Julien Trarieux          | 19/08/1992 | Francia      | NIPPO DELKO One Provence         |

1. ↑  Hasta el 31 de julio.
2. ↑  Hasta el 31 de mayo.
3. ↑  Hasta el 28 de abril.